# Nekrolog 3. Quartal 1999
Nekrolog
◄◄
| ◄
| 1995
| 1996
| 1997
| 1998
| 1999 | 2000 | 2001 | 2002 | 2003 | ► | ►►
1. Quartal |
2. Quartal |
3. Quartal |
4. Quartal 1999
Weitere Ereignisse | Allgemeiner Nekrolog 1999
Die Beschreibung der verstorbenen Person sollte so kurz wie möglich gehalten sein und nur deren signifikante Tätigkeit(en) enthalten.
Neue Namen ggf. auch unter dem Geburts- und Sterbedatum, also etwa unter 1. Januar und im Geburts- und Sterbejahr (2024) eintragen (nur bei entsprechender großer Wichtigkeit). Für Beispiele siehe die schon vorhandenen Artikel.
Außerdem über die fünf zuletzt Verstorbenen, zu denen es einen ausreichend guten Artikel für eine Präsentation auf der Hauptseite gibt, nach der todesbedingten Überarbeitung der Artikel ggf. auch unter Wikipedia Diskussion:Hauptseite informieren und sie am besten auch in den anderen Wikipedia-Sprachversionen eintragen. Tipp: Regelmäßig bei news.google.de nach „ist tot“, „gestorben“ oder „verstorben“ suchen.
Wenn eine Person gestorben ist, gibt es viele Seiten zu dieser Person in der Wikipedia, die davon auch betroffen sind und entsprechend aktualisiert werden müssen. Beispiele: Namenübersichtsseite, Geburtsjahr, Geburtsort-Seiten und viele mehr.
Wie finde ich die betroffenen Seiten?
Im Suchfeld auf der linken Seite gibt man den Suchbegriff so ein: „Vorname Nachname“. Dann klickt man auf Volltext und alle Seiten mit entsprechendem Suchtext werden aufgerufen. Hier sieht man dann schnell, wo auch das Todesjahr Sinn macht oder sogar ein Teil des Artikels angepasst werden muss. Auch hilft das „Werkzeug“ auf der linken Seite sehr gut, um solche Seiten aufzufinden: „Links auf diese Seite“. Somit ist die Wikipedia wieder aktuell in allen Bereichen! Hinweis: bei Eintragung der Kategorie „Gestorben JAHR“ wird der Missbrauchsfilter 49 ausgelöst, was jedoch nicht schlimm ist. Siehe: Spezial:Missbrauchsfilter/49
Dies ist eine Liste von im dritten Quartal 1999 verstorbenen bekannten Persönlichkeiten. Die Einträge erfolgen innerhalb der einzelnen Daten alphabetisch sortiert. Tiere sind im Nekrolog für Tiere zu finden.

## Juli
| Tag      | Name                                       | Beruf, bekannt als                                                                                | Alter | Beleg |
| -------- | ------------------------------------------ | ------------------------------------------------------------------------------------------------- | ----- | ----- |
| 1. Juli  | Otto Beuttenmüller                         | deutscher Volkswirt, Genealoge und Heimatforscher                                                 | 98    |       |
| 1. Juli  | Dennis Brown                               | jamaikanischer Reggae-Sänger                                                                      | 42    |       |
| 1. Juli  | Edward Dmytryk                             | US-amerikanischer Filmregisseur                                                                   | 90    |       |
| 1. Juli  | Karl Kennel                                | deutscher Fußballspieler und Soldat                                                               | 85    |       |
| 1. Juli  | Forrest Mars senior                        | US-amerikanischer Industrieller                                                                   | 95    |       |
| 1. Juli  | Guy Mitchell                               | US-amerikanischer Popsänger                                                                       | 72    |       |
| 1. Juli  | Ernst Nievergelt                           | Schweizer Radrennfahrer                                                                           | 87    |       |
| 1. Juli  | Joshua Nkomo                               | simbabwischer Politiker                                                                           | 82    |       |
| 1. Juli  | Sylvia Sidney                              | US-amerikanische Schauspielerin                                                                   | 88    |       |
| 1. Juli  | Roman Tmetuchl                             | palauischer Politiker und Geschäftsmann                                                           | 73    |       |
| 1. Juli  | William Whitelaw, 1. Viscount Whitelaw     | britischer Politiker (Conservative Party), Mitglied des House of Commons und Geschäftsmann        | 81    |       |
| 2. Juli  | Mario Puzo                                 | US-amerikanischer Krimi-Schriftsteller                                                            | 78    |       |
| 2. Juli  | Paul Roden                                 | deutscher Politiker (NSDAP), MdR                                                                  | 94    |       |
| 3. Juli  | Marigard Bantzer                           | deutsche Illustratorin                                                                            | 94    |       |
| 3. Juli  | Friedrich Böckmann                         | deutscher Politiker (SPD)                                                                         | 76    |       |
| 3. Juli  | Hans-Werner Heine                          | deutscher Fußballtorwart                                                                          | 48    |       |
| 3. Juli  | Wolfgang Heß                               | deutscher Historiker und Numismatiker                                                             | 73    |       |
| 3. Juli  | Herta Heuwer                               | deutsche Erfinderin der pikanten Chillup-Sauce für die Currywurst                                 | 86    |       |
| 3. Juli  | Pelageja Jakowlewna Polubarinowa-Kotschina | russische Mathematikerin                                                                          | 100   |       |
| 3. Juli  | Jack Vincent                               | britischer Ornithologe                                                                            | 95    |       |
| 3. Juli  | Paul Wulf                                  | deutscher Antifaschist und Opfer des NS-Regimes                                                   | 78    |       |
| 4. Juli  | Bruno Dunst                                | deutscher Kinobetreiber und Kleindarsteller                                                       | 79    |       |
| 4. Juli  | Walter Legel                               | österreichischer Gewichtheber                                                                     | 59    |       |
| 4. Juli  | Jack Watson                                | britischer Schauspieler                                                                           | 84    |       |
| 5. Juli  | Jean-Pierre Darras                         | französischer Schauspieler                                                                        | 71    |       |
| 5. Juli  | Joachim S. Hohmann                         | deutscher Schriftsteller, Pädagoge, Soziologe, Lyriker und Lehrer                                 | 45    |       |
| 5. Juli  | Christel Schikowski                        | deutsche Pädagogin und Politikerin                                                                | 82    |       |
| 5. Juli  | Hans Sigrist                               | Schweizer Historiker aus dem Kanton Solothurn                                                     |       |       |
| 5. Juli  | Clarence Walton Lillehei                   | US-amerikanischer Chirurg und Begründer der Herzchirurgie                                         | 80    |       |
| 5. Juli  | Harald Philipp                             | deutscher Regisseur, Drehbuchautor und Schauspieler                                               | 78    |       |
| 6. Juli  | Richard Barrutia                           | US-amerikanischer Romanist, Hispanist, Lusitanist und Fremdsprachendidaktiker baskischer Herkunft | 73    |       |
| 6. Juli  | Erik G. Ellgaard                           | US-amerikanischer Biologe                                                                         | 60    |       |
| 6. Juli  | Gary Michael Heidnik                       | US-amerikanischer Mörder                                                                          | 55    |       |
| 6. Juli  | Horst Kunzmann                             | deutscher Fußballspieler                                                                          | 62    |       |
| 6. Juli  | John Merritt                               | britischer Filmeditor                                                                             | 79    |       |
| 6. Juli  | Maksymilian Rode                           | polnischer katholischer Theologe und Bischof                                                      | 87    |       |
| 6. Juli  | Joaquín Rodrigo                            | spanischer Komponist                                                                              | 97    |       |
| 7. Juli  | Jonas Avyžius                              | litauischer Politiker und Schriftsteller                                                          | 77    |       |
| 7. Juli  | Sabine Bonhoeffer                          | deutsche Autorin und Zwillingsschwester Dietrich Bonhoeffers                                      | 93    |       |
| 7. Juli  | Horace E. Hobbs                            | US-amerikanischer Politiker                                                                       | 99    |       |
| 7. Juli  | Richard Müller                             | deutscher Chemiker                                                                                | 95    |       |
| 7. Juli  | Laurie Scott                               | englischer Fußballspieler                                                                         | 82    |       |
| 7. Juli  | Julie Tatham                               | US-amerikanische Schriftstellerin                                                                 | 91    |       |
| 7. Juli  | Wiktor Michailowitsch Tschebrikow          | sowjetischer Politiker                                                                            | 76    |       |
| 8. Juli  | Günter Caspar                              | deutscher Journalist, Cheflektor des Aufbau Verlages                                              | 74    |       |
| 8. Juli  | Adolf Christian                            | österreichischer Radrennfahrer                                                                    | 65    |       |
| 8. Juli  | Charles Conrad                             | US-amerikanischer Astronaut                                                                       | 69    |       |
| 8. Juli  | Lothar Klingberg                           | deutscher Didaktiker                                                                              | 73    |       |
| 8. Juli  | John Lekschas                              | deutscher Kriminologe                                                                             | 73    |       |
| 8. Juli  | Frank Lubin                                | US-amerikanisch-litauischer Basketballspieler                                                     | 89    |       |
| 8. Juli  | Juan Carlos Miranda                        | argentinischer Tangosänger                                                                        | 81    |       |
| 8. Juli  | Hans Pöschl                                | deutscher Fußballspieler                                                                          | 77    |       |
| 8. Juli  | William Rarita                             | US-amerikanischer theoretischer Physiker                                                          | 92    |       |
| 8. Juli  | Elemér Terták                              | ungarischer Eiskunstläufer                                                                        | 80    |       |
| 8. Juli  | Shafik Wazzan                              | libanesischer Ministerpräsident                                                                   |       |       |
| 8. Juli  | Vincent Wright                             | britischer Politikwissenschaftler und Hochschullehrer                                             | 61    |       |
| 8. Juli  | Mehdi Hairi Yazdi                          | iranischer Religionsgelehrter                                                                     |       |       |
| 9. Juli  | Karl Adam                                  | deutscher Fußballspieler                                                                          | 75    |       |
| 9. Juli  | Jørgen Bo                                  | dänischer Architekt                                                                               | 80    |       |
| 9. Juli  | Robert de Cotret                           | kanadischer Politiker                                                                             | 55    |       |
| 9. Juli  | Ino Dallagio                               | italienischer Skispringer und Nordischer Kombinierer                                              | 89    |       |
| 9. Juli  | Talib Dawud                                | US-amerikanischer Jazztrompeter                                                                   | 76    |       |
| 9. Juli  | James Farmer                               | US-amerikanischer Bürgerrechtler                                                                  | 79    |       |
| 9. Juli  | Esmé MacKinnon                             | britische Skirennläuferin                                                                         | 85    |       |
| 9. Juli  | Hans Rockmeier                             | deutscher Tischtennisspieler                                                                      | 65    |       |
| 10. Juli | Theodor Eschenburg                         | deutscher Politikwissenschaftler, Publizist und Staatsrechtler                                    | 94    |       |
| 10. Juli | Walter Richard Evans                       | US-amerikanischer Regelungstechniker                                                              | 79    |       |
| 10. Juli | Bernhard Köttgen                           | deutscher Verwaltungsjurist und Offizier                                                          | 90    |       |
| 11. Juli | Rie Briejer                                | niederländische Sprinterin und Weitspringerin                                                     | 89    |       |
| 11. Juli | James Davies                               | kanadischer Radrennfahrer                                                                         | 93    |       |
| 11. Juli | Marcelo B. Fernan                          | philippinischer Jurist und Politiker                                                              | 71    |       |
| 11. Juli | Helen Forrest                              | US-amerikanische Sängerin                                                                         | 82    |       |
| 11. Juli | Ernestine Sharon Walkingstick              | amerikanische Krankenschwester                                                                    | 62    |       |
| 12. Juli | Heinrich Faltermeier                       | deutscher Bildhauer                                                                               | 89    |       |
| 12. Juli | Bodil Lindorff                             | dänische Schauspielerin                                                                           | 92    |       |
| 12. Juli | Jacques R. Marquette                       | US-amerikanischer Kameramann                                                                      | 84    |       |
| 12. Juli | Kazimierz Ostrowski                        | polnischer Maler                                                                                  | 82    |       |
| 12. Juli | Herbert Ringleben                          | deutscher Ornithologe                                                                             | 87    |       |
| 13. Juli | Eunice Davis                               | US-amerikanische Blues- und R&B-Sängerin und Lyrikerin                                            | 79    |       |
| 13. Juli | Muhammetnazar Gapurow                      | turkmenischer Politiker, Generalsekretär der turkmenischen SSR (1969–1985)                        | 77    |       |
| 13. Juli | Gunter Otto                                | deutscher Kameramann und Filmregisseur                                                            | 63    |       |
| 14. Juli | Maria Banuș                                | rumänische Lyrikerin, Essayistin, Romanschreiberin und Übersetzerin                               | 85    |       |
| 14. Juli | Huberta von Gumppenberg                    | deutsche Sozialarbeiterin und Religionspädagogin                                                  | 89    |       |
| 14. Juli | Władysław Hasior                           | polnischer Bildhauer                                                                              | 71    |       |
| 14. Juli | Umjar Abdullowitsch Mawlichanow            | sowjetischer Säbelfechter                                                                         | 61    |       |
| 14. Juli | Trudi Schoop                               | Schweizer Tänzerin, Tanztherapeutin und Kabarettistin                                             | 95    |       |
| 14. Juli | John R. Steelman                           | US-amerikanischer Soziologe, Ökonom, Hochschullehrer und Stabschef des Weißen Hauses              | 99    |       |
| 14. Juli | Ernst L. Wynder                            | US-amerikanischer Mediziner                                                                       | 77    |       |
| 15. Juli | Gina Berriault                             | US-amerikanische Schriftstellerin                                                                 | 73    |       |
| 15. Juli | George Brown junior                        | US-amerikanischer Politiker                                                                       | 79    |       |
| 15. Juli | Erich Deisler                              | deutscher Tischtennisspieler                                                                      | 84    |       |
| 15. Juli | Elisabeth Hering                           | deutsche Schriftstellerin                                                                         | 90    |       |
| 15. Juli | Walter Lendrich                            | deutscher Film- und Theaterschauspieler sowie Hörspielsprecher                                    | 87    |       |
| 15. Juli | Ferdinand Neumaier                         | deutscher Geologe                                                                                 | 93    |       |
| 15. Juli | Johann Pabst                               | österreichischer Politiker (ÖVP), Landtagsabgeordneter, Mitglied des Bundesrates                  | 83    |       |
| 15. Juli | Horacio Podestá                            | argentinischer Ruderer                                                                            | 87    |       |
| 15. Juli | Simon Ramsay, 16. Earl of Dalhousie        | schottischer Adliger, Politiker, Mitglied des House of Commons und Landbesitzer                   | 84    |       |
| 15. Juli | Dick Richardson                            | britischer Boxer                                                                                  | 65    |       |
| 16. Juli | Vincenzo Accame                            | italienischer Dichter und Übersetzer                                                              | 66    |       |
| 16. Juli | Carolyn Bessette-Kennedy                   | Ehefrau des US-amerikanischen Juristen und Verlegers John F. Kennedy junior                       | 33    |       |
| 16. Juli | Loney Gordon                               | US-amerikanische Chemikerin                                                                       | 83    |       |
| 16. Juli | John F. Kennedy, Jr.                       | US-amerikanischer Jurist und Verleger                                                             | 38    |       |
| 16. Juli | André Martinet                             | französischer Linguist                                                                            | 91    |       |
| 16. Juli | Alfred Raoul                               | kongolesischer Staatschef und Premierminister der Republik Kongo                                  | 60    |       |
| 16. Juli | Eric Schildkraut                           | deutscher Schauspieler und Hörspielsprecher                                                       | 92    |       |
| 17. Juli | Max Baumann                                | deutscher Komponist                                                                               | 81    |       |
| 17. Juli | Heinz von Jaworsky                         | deutscher Kameramann                                                                              | 87    |       |
| 17. Juli | Donal McCann                               | irischer Schauspieler                                                                             | 56    |       |
| 17. Juli | Harrison Holt Richardson                   | US-amerikanischer Expeditionsteilnehmer und Filmemacher                                           | 80    |       |
| 18. Juli | Dave Carey                                 | britischer Musiker, Jazzforscher und Bandleader                                                   | 84    |       |
| 18. Juli | Donald Eugene Chambers                     | US-amerikanischer Rocker                                                                          | 68    |       |
| 18. Juli | Józef Staroń                               | polnischer Radrennfahrer                                                                          | 59    |       |
| 19. Juli | Ludwik Gross                               | polnisch-US-amerikanischer Virologe                                                               | 94    |       |
| 19. Juli | Josef Lehmbrock                            | deutscher Architekt                                                                               | 81    |       |
| 19. Juli | Ignace Raad                                | libanesischer Erzbischof                                                                          | 75    |       |
| 19. Juli | Horst Willner                              | deutscher Rechtsanwalt und Präses der Handelskammer Bremen                                        | 79    |       |
| 20. Juli | Emil Andres                                | US-amerikanischer Autorennfahrer                                                                  | 87    |       |
| 20. Juli | Abderrahmane Boubekeur                     | französisch-algerischer Fußballspieler und -trainer                                               | 67    |       |
| 20. Juli | Rudolf Fey                                 | deutscher Offizier, Mitgründer des NKFD                                                           | 85    |       |
| 20. Juli | Bruno Hesse                                | Schweizer Maler                                                                                   | 93    |       |
| 20. Juli | Ida Kühnel                                 | deutsche Sprinterin                                                                               | 79    |       |
| 20. Juli | Jean-Jacques Lamboley                      | französischer Radrennfahrer                                                                       | 78    |       |
| 21. Juli | Luigi Bogliolo                             | italienischer Theologe                                                                            | 89    |       |
| 21. Juli | Peter Carter                               | britischer Schriftsteller                                                                         | 69    |       |
| 21. Juli | Josef Esser                                | deutscher Rechtswissenschaftler                                                                   | 89    |       |
| 21. Juli | Jun Etō                                    | japanischer Literaturkritiker                                                                     | 66    |       |
| 21. Juli | Rudolf Neck                                | österreichischer Historiker und Archivar                                                          | 78    |       |
| 21. Juli | David Ogilvy                               | britischer Werbetexter                                                                            | 88    |       |
| 21. Juli | Anton Schlögel                             | deutscher Jurist und Generalsekretär des Deutschen Roten Kreuzes                                  | 88    |       |
| 21. Juli | Gunther Schroff                            | deutscher Unternehmer                                                                             | 59    |       |
| 22. Juli | Camillo Gargano                            | italienischer Segler                                                                              | 57    |       |
| 22. Juli | Mary Kerridge                              | britische Schauspielerin                                                                          | 85    |       |
| 22. Juli | Emilio Marsili                             | italienischer Dokumentarfilmer                                                                    | 80    |       |
| 22. Juli | Hansjörg Auf der Maur                      | Schweizer Theologe und Professor für Liturgiewissenschaft                                         | 65    |       |
| 22. Juli | Ģederts Ramans                             | lettischer Komponist                                                                              | 71    |       |
| 22. Juli | Marianne Schech                            | deutsche Sopranistin                                                                              | 85    |       |
| 23. Juli | Dieter Baacke                              | deutscher Erziehungswissenschaftler und Hochschullehrer für Medienpädagogik                       | 64    |       |
| 23. Juli | Horst-Gregorio Canellas                    | deutscher Unternehmer und ehemaliger Präsident von Kickers Offenbach                              | 78    |       |
| 23. Juli | Jean Dewasne                               | französischer Maler, Bildhauer und Autor                                                          | 78    |       |
| 23. Juli | Thyrsa Anne Frazier                        | amerikanische Mathematikerin                                                                      | 69    |       |
| 23. Juli | Hassan II.                                 | marokkanischer Sultan, König von Marokko (1961–1999)                                              | 70    |       |
| 23. Juli | Josef Holub                                | tschechischer Botaniker                                                                           | 69    |       |
| 23. Juli | Edmund Klein                               | US-amerikanischer Mediziner                                                                       | 76    |       |
| 23. Juli | Kelvin Lancaster                           | US-amerikanischer Wirtschaftswissenschaftler                                                      | 74    |       |
| 23. Juli | Noël Lancien                               | französischer Komponist und Dirigent                                                              | 64    |       |
| 23. Juli | Hilde Obels-Jünemann                       | deutsche Politikerin (SPD), MdL                                                                   | 86    |       |
| 23. Juli | Emma Tenayuca                              | US-amerikanische Person der Arbeiterbewegung                                                      | 82    |       |
| 23. Juli | Dmitri Walerjewitsch Tertyschny            | russischer Eishockeyverteidiger                                                                   | 22    |       |
| 24. Juli | Hanna Kobylinski                           | dänische Historikerin                                                                             | 91    |       |
| 24. Juli | Gerrit Lekkerkerker                        | niederländischer Mathematiker                                                                     | 77    |       |
| 24. Juli | Andreas Miller                             | Schweizer Soziologe                                                                               | 76    |       |
| 24. Juli | Henk Pellikaan                             | niederländischer Fußballspieler                                                                   | 88    |       |
| 24. Juli | Gerhard Radke                              | deutscher klassischer Philologe und Religionswissenschaftler                                      | 85    |       |
| 25. Juli | Alexander Abian                            | US-amerikanischer Mathematiker iranischer Abstammung                                              | 76    |       |
| 25. Juli | Klaus Lafrenz                              | deutscher Kunstsammler                                                                            | 58    |       |
| 25. Juli | Pentti Lammio                              | finnischer Eisschnellläufer                                                                       | 79    |       |
| 25. Juli | Wilhelm Pfeifer                            | deutscher Rechtsanwalt, Kommunalpolitiker (CDU) und Buchautor                                     | 85    |       |
| 25. Juli | Jiří Seifert                               | tschechischer Bildhauer                                                                           | 66    |       |
| 26. Juli | Dietrich Alexander                         | deutscher Philosoph                                                                               | 64    |       |
| 26. Juli | Béla Bay                                   | ungarischer Fechter und Fechttrainer                                                              | 92    |       |
| 26. Juli | Alex Kofman                                | ukrainisch-amerikanischer Jazzmusiker                                                             |       |       |
| 26. Juli | John W. N. Watkins                         | englischer Politikwissenschaftler, Philosoph, Wissenschaftstheoretiker und Hochschullehrer        | 74    |       |
| 27. Juli | Alexander Danilowitsch Alexandrow          | russischer Mathematiker                                                                           | 86    |       |
| 27. Juli | Ronald Backus                              | britischer Segler                                                                                 | 77    |       |
| 27. Juli | Louis Déprez                               | französischer Radrennfahrer                                                                       | 78    |       |
| 27. Juli | Sweets Edison                              | US-amerikanischer Jazztrompeter                                                                   | 83    |       |
| 27. Juli | Faidon Gizikis                             | griechischer Armeegeneral und Präsident Griechenlands                                             | 82    |       |
| 27. Juli | Malcolm Greany                             | US-amerikanischer Naturfotograf                                                                   | 84    |       |
| 27. Juli | Armand Le Moal                             | französischer Radrennfahrer                                                                       | 85    |       |
| 27. Juli | Mahlathini                                 | südafrikanischer Sänger                                                                           |       |       |
| 27. Juli | Malachi Martin                             | US-amerikanischer Kritiker des Zweiten Vatikanischen Konzils                                      | 78    |       |
| 27. Juli | Yunus Nüzhet Unat                          | türkischer Radrennfahrer                                                                          | 79    |       |
| 28. Juli | Doris Carter                               | australische Hochspringerin                                                                       | 87    |       |
| 28. Juli | Alfons Dalma                               | kroatisch-österreichischer Journalist                                                             | 80    |       |
| 28. Juli | Trygve Haavelmo                            | norwegischer Ökonom und Nobelpreisträger                                                          | 87    |       |
| 28. Juli | Werner Haftmann                            | deutscher Kunsthistoriker                                                                         | 87    |       |
| 28. Juli | Rudolf Halaczinsky                         | deutscher Komponist und Maler                                                                     | 76    |       |
| 28. Juli | Richard Hecht                              | deutscher Politiker und Verwaltungsfachmann                                                       | 74    |       |
| 28. Juli | Adolf Knoll                                | deutscher Fußballspieler und -trainer                                                             | 74    |       |
| 28. Juli | Puey Ungphakorn                            | thailändischer Wirtschaftswissenschaftler, Verwaltungsfachmann und Hochschullehrer                | 83    |       |
| 28. Juli | Sarah Ratner                               | US-amerikanische Biochemikerin                                                                    | 96    |       |
| 28. Juli | Louis Rippstein                            | Schweizer Politiker                                                                               | 83    |       |
| 28. Juli | Francisco Risiglione                       | argentinischer Boxer                                                                              | 82    |       |
| 28. Juli | Carlos Romero                              | uruguayischer Fußballspieler                                                                      | 71    |       |
| 28. Juli | Manfred Schmidt                            | deutscher Comiczeichner und humoristischer Reiseschriftsteller                                    | 86    |       |
| 29. Juli | Anita Carter                               | US-amerikanische Country- und Folk-Sängerin                                                       | 66    |       |
| 29. Juli | Jakob Feurer                               | katholischer Priester und Gründer des Schweizer Bauordens                                         | 86    |       |
| 29. Juli | Wolf Middendorff                           | deutscher Jurist                                                                                  | 83    |       |
| 29. Juli | Anatoli Solowjanenko                       | ukrainischer Opernsänger in der Stimmlage Tenor                                                   | 66    |       |
| 29. Juli | Charly Tabor                               | österreichischer Jazz-Trompeter                                                                   | 85    |       |
| 29. Juli | Tsuji Kunio                                | japanischer Schriftsteller                                                                        | 73    |       |
| 30. Juli | José do Patrocínio Bacelar e Oliveira      | portugiesischer Jesuit, Philosoph und Hochschullehrer                                             | 82    |       |
| 30. Juli | Karl Käfer                                 | schweizerischer Betriebswirtschaftler                                                             | 101   |       |
| 30. Juli | George Moorse                              | US-amerikanischer Filmregisseur                                                                   | 63    |       |
| 30. Juli | Hermann Panzo                              | französischer Leichtathlet                                                                        | 41    |       |
| 31. Juli | Marinus Kok                                | niederländischer altkatholischer Bischof                                                          | 83    |       |

## August
| Tag        | Name                                  | Beruf, bekannt als                                                                               | Alter | Beleg |
| ---------- | ------------------------------------- | ------------------------------------------------------------------------------------------------ | ----- | ----- |
| 1. August  | Nirad Chandra Chaudhuri               | bengalischer Schriftsteller, Historiker und Kulturwissenschaftler                                | 101   |       |
| 1. August  | Karin Hussing                         | deutsche Politikerin (CDU), MdL                                                                  | 57    |       |
| 1. August  | Augusto Jäggli                        | Schweizer Architekt                                                                              | 88    |       |
| 1. August  | Maria Ley                             | österreichische Tänzerin                                                                         | 101   |       |
| 1. August  | Paris Pişmiş                          | türkisch-armenische Astronomin                                                                   | 88    |       |
| 1. August  | Bil Spira                             | österreichisch-französischer Illustrator und Karikaturist                                        | 86    |       |
| 1. August  | Hans-Jürgen Quest                     | deutscher evangelischer Theologe und Pastor                                                      | 75    |       |
| 2. August  | Dietrich Claude                       | deutscher Historiker                                                                             | 65    |       |
| 2. August  | Meisei Gotō                           | japanischer Schriftsteller                                                                       | 67    |       |
| 2. August  | Bernhard Quandt                       | deutscher Politiker (SPD, KPD, SED), MdV                                                         | 96    |       |
| 2. August  | Raoul Ratnowsky                       | Schweizer Bildhauer                                                                              | 87    |       |
| 2. August  | Sunthorn Kongsompong                  | thailändischer General                                                                           | 68    |       |
| 2. August  | Madeleine de Valmalète                | französische Pianistin und Musikpädagogin                                                        | 100   |       |
| 3. August  | Knut Herschel                         | deutscher Fernschachgroßmeister                                                                  | 50    |       |
| 3. August  | Bob Mollohan                          | US-amerikanischer Politiker                                                                      | 89    |       |
| 3. August  | Jitzchak Rafa’el                      | israelischer Politiker und Minister                                                              | 85    |       |
| 3. August  | Leroy Vinnegar                        | US-amerikanischer Jazz-Bassist                                                                   | 71    |       |
| 4. August  | Jørgen Andreassen                     | dänischer Generalmajor                                                                           | 79    |       |
| 4. August  | Anton Brunner                         | österreichischer Geistlicher und Widerstandskämpfer                                              | 76    |       |
| 4. August  | Nicolae Hurbean                       | rumänischer Politiker (PCR) und Botschafter                                                      | 66    |       |
| 4. August  | Paul Jackisch                         | deutscher Politiker (CDU), MdBB                                                                  | 66    |       |
| 4. August  | Martin Juritsch                       | deutscher katholischer Theologe                                                                  | 70    |       |
| 4. August  | Franz Koll                            | deutscher Autor                                                                                  | 63    |       |
| 4. August  | Liselott Linsenhoff                   | deutsche Dressurreiterin                                                                         | 71    |       |
| 4. August  | Rolf Martin                           | deutscher Offizier der NVA                                                                       | 76    |       |
| 4. August  | Victor Mature                         | US-amerikanischer Schauspieler                                                                   | 86    |       |
| 4. August  | Stefan Spernath                       | deutscher Unternehmer                                                                            | 86    |       |
| 4. August  | James Zimmerman                       | US-amerikanischer Physiker                                                                       | 76    |       |
| 5. August  | Hugo Deiring                          | deutscher Journalist                                                                             | 79    |       |
| 5. August  | Friedhelm Dick                        | deutscher Fußballspieler                                                                         | 55    |       |
| 5. August  | James Failla                          | US-amerikanischer Mobster                                                                        |       |       |
| 6. August  | Hermann Blei                          | deutscher Strafrechtswissenschaftler                                                             | 70    |       |
| 6. August  | Stevan Gaber                          | jugoslawischer Rechtsphilosoph                                                                   | 79    |       |
| 6. August  | Hermann Korbion                       | deutscher Richter und Rechtswissenschaftler                                                      | 73    |       |
| 6. August  | Ilse Pausin                           | österreichische Eiskunstläuferin                                                                 | 80    |       |
| 6. August  | Jerry Yulsman                         | US-amerikanischer Fotograf und Schriftsteller                                                    | 75    |       |
| 7. August  | Klara Aschrafjan                      | sowjetische bzw. russische Indologin                                                             | 74    |       |
| 7. August  | Brian Connell                         | britischer Journalist, Schriftsteller und Fernsehmoderator                                       | 83    |       |
| 7. August  | Barbara Cooper                        | US-amerikanische Physikerin und Hochschullehrerin                                                | 45    |       |
| 7. August  | Herbert Hagen                         | deutscher SS-Sturmbannführer, Leiter des Judenreferats im SD-Hauptamt                            | 85    |       |
| 7. August  | Brion James                           | US-amerikanischer Schauspieler                                                                   | 54    |       |
| 7. August  | Desmond Marquette                     | US-amerikanischer Filmeditor                                                                     | 90    |       |
| 7. August  | Genia Nobel                           | deutsche Widerstandskämpferin                                                                    | 86    |       |
| 7. August  | Rudi Reichert                         | deutscher Politiker (SED), MdV, Präsident des DTSB der DDR                                       | 76    |       |
| 7. August  | Rafael Sánchez Cestero                | dominikanischer Sänger (Tenor)                                                                   | 87    |       |
| 7. August  | Solomons Tankels                      | lettischer Fußballspieler und Chemieingenieur                                                    | 87    |       |
| 7. August  | John Van Ryn                          | US-amerikanischer Tennisspieler                                                                  | 94    |       |
| 8. August  | Sonny Cullen                          | irischer Radrennfahrer                                                                           | 65    |       |
| 8. August  | Dora Schaul                           | deutsche Antifaschistin                                                                          | 85    |       |
| 8. August  | Rupert Stöckl                         | deutscher Maler                                                                                  | 75    |       |
| 9. August  | Otto Götzinger                        | österreichischer Maler und Restaurator                                                           | 86    |       |
| 9. August  | Erich Hocke                           | deutscher Philosoph und Hochschullehrer                                                          | 64    |       |
| 9. August  | Georg Marischka                       | österreichischer Regisseur, Schauspieler und Drehbuchautor                                       | 77    |       |
| 9. August  | Rodrigo Riera                         | venezolanischer Gitarrist und Komponist                                                          | 75    |       |
| 9. August  | Abraham H. Taub                       | US-amerikanischer Physiker                                                                       | 88    |       |
| 10. August | Ernesto Melo Antunes                  | portugiesischer Politiker aus der Zeit der Nelkenrevolution                                      | 65    |       |
| 10. August | Ernst Bader                           | deutscher Schauspieler, Liederdichter und Komponist                                              | 85    |       |
| 10. August | Luc Bermar                            | belgischer Comicautor und Schriftsteller                                                         |       |       |
| 10. August | Giuseppe Delfino                      | italienischer Fechter                                                                            | 77    |       |
| 10. August | Albert Mülleder                       | österreichischer Organist und Vikariatskantor, Domkapellmeister zu Wiener Neustadt               | 38    |       |
| 10. August | Hans Neusel                           | deutscher Politiker (SPD), MdL                                                                   | 84    |       |
| 10. August | Anthony Radziwill                     | US-amerikanischer Filmemacher und Emmy-Preisträger                                               | 40    |       |
| 10. August | Jany Renz                             | Chemiker und Hobby-Botaniker                                                                     | 92    |       |
| 10. August | Fritz Westheider                      | deutscher Handballspieler, Handballtrainer und Leichtathlet                                      | 89    |       |
| 11. August | Walter Behrens                        | deutsch-österreichischer Maler und Grafiker                                                      | 87    |       |
| 11. August | Henk Chin A Sen                       | surinamischer Politiker, Staatspräsident von Suriname                                            | 65    |       |
| 11. August | Dickie Davis                          | englischer Fußballspieler                                                                        | 77    |       |
| 11. August | Robert Dorfmann                       | französischer Filmproduzent                                                                      | 87    |       |
| 11. August | Robert T. Jones                       | US-amerikanischer Ingenieur                                                                      | 89    |       |
| 11. August | Tommy Ridgley                         | afroamerikanischer R&B-Sänger und Bandleader                                                     | 73    |       |
| 11. August | Altina Schinasi                       | US-amerikanische Designerin und Filmproduzentin                                                  | 92    |       |
| 12. August | Giuseppe Beviacqua                    | italienischer Langstreckenläufer                                                                 | 84    |       |
| 12. August | Jean Drapeau                          | kanadischer Rechtsanwalt, Politiker und Bürgermeister von Monreal                                | 83    |       |
| 12. August | Ross Elliott                          | US-amerikanischer Schauspieler                                                                   | 82    |       |
| 12. August | Albert E. Green                       | britischer Ingenieurwissenschaftler für Mechanik                                                 | 86    |       |
| 12. August | John Rigby Hale                       | britischer Neuzeithistoriker                                                                     | 75    |       |
| 12. August | Zygmunt Maciejewski                   | polnischer Schauspieler                                                                          | 84    |       |
| 12. August | Bob Wilson                            | US-amerikanischer Politiker                                                                      | 83    |       |
| 13. August | Wieland Beust                         | deutscher Kampfsportler                                                                          | 31    |       |
| 13. August | Ignatz Bubis                          | deutscher Politiker (FDP), Vorsitzender des Zentralrates der Juden in Deutschland (1992–1999)    | 72    |       |
| 13. August | Nathaniel Kleitman                    | US-amerikanischer Mediziner                                                                      | 104   |       |
| 13. August | Sulo Nurmela                          | finnischer Skilangläufer                                                                         | 91    |       |
| 13. August | Hans Poppe                            | deutscher Szenograph                                                                             | 70    |       |
| 13. August | Robert Rotar                          | deutscher Maler, Objektkünstler und Fotograf                                                     | 73    |       |
| 14. August | Alfred Goodman                        | deutschamerikanischer Komponist, Musikwissenschaftler, Pianist                                   | 80    |       |
| 14. August | Lane Kirkland                         | US-amerikanischer Gewerkschafter                                                                 | 77    |       |
| 14. August | Philip Klutznick                      | US-amerikanischer Politiker                                                                      | 92    |       |
| 14. August | Pee Wee Reese                         | US-amerikanischer Baseballspieler                                                                | 81    |       |
| 15. August | Donald Brun                           | Schweizer Grafiker                                                                               | 89    |       |
| 15. August | Johannes Eppler                       | deutscher Nachrichtendienstler im Zweiten Weltkrieg                                              | 85    |       |
| 15. August | William Hackett                       | US-amerikanischer Bergsteiger                                                                    | 80    |       |
| 15. August | Helene Kirsch                         | deutsche Politikerin (KPD), MdR                                                                  | 93    |       |
| 15. August | Guglielmo Morandi                     | italienischer Fernsehregisseur                                                                   | 86    |       |
| 15. August | Olga Orozco                           | argentinische Dichterin                                                                          | 79    |       |
| 15. August | Hans-Erich Reineck                    | deutscher Geologe                                                                                | 81    |       |
| 16. August | Juan José Iriarte                     | argentinischer Geistlicher, Erzbischof von Resistencia                                           | 85    |       |
| 16. August | Rose Agatha Leon                      | jamaikanische Politikerin (JLP und PNP)                                                          | 85    |       |
| 16. August | Hédard Robichaud                      | kanadischer Politiker                                                                            | 87    |       |
| 16. August | Emil Solke                            | deutscher Landwirt und Politiker (CDU), MdB                                                      | 83    |       |
| 16. August | Jürgen Weidlandt                      | deutscher Fußballspieler                                                                         | 58    |       |
| 16. August | Elfriede Wnuk                         | deutsche Rot-Kreuz-Schwester                                                                     | 83    |       |
| 17. August | Eberhard Cohrs                        | deutscher Komiker und Schauspieler                                                               | 78    |       |
| 17. August | Charles Samuel Joelson                | US-amerikanischer Jurist und Politiker                                                           | 83    |       |
| 17. August | Reiner Klimke                         | deutscher Dressurreiter und Politiker (CDU), MdL                                                 | 63    |       |
| 17. August | Theo Lauber                           | deutscher Kommunalpolitiker (Freie Wähler)                                                       | 84    |       |
| 18. August | Tatjana Batschelis                    | sowjetische bzw. russische Theater- und Filmwissenschaftlerin                                    | 81    |       |
| 18. August | Alfred Bickel                         | Schweizer Fußballspieler und -trainer                                                            | 81    |       |
| 18. August | Alan Connell                          | US-amerikanischer Autorennfahrer, Rancher und Unternehmer                                        | 75    |       |
| 18. August | Hanoch Levin                          | israelischer Schriftsteller, Dramatiker und Regisseur                                            | 55    |       |
| 18. August | Hans Loskant                          | deutscher Mediziner                                                                              | 84    |       |
| 18. August | Jack Metzger                          | Schweizer Fotograf                                                                               | 80    |       |
| 18. August | Hans-Günter Schodruch                 | deutscher Politiker (REP), MdEP                                                                  | 72    |       |
| 19. August | Werner Jungeblodt                     | deutscher Jurist, Vorsitzender der BPjM                                                          | 77    |       |
| 19. August | John Moreno                           | US-amerikanischer Politiker                                                                      | 72    |       |
| 19. August | Ian Orr-Ewing, Baron Orr-Ewing        | britischer Politiker                                                                             | 87    |       |
| 20. August | Alair Vilar Fernandes de Melo         | brasilianischer Geistlicher, Erzbischof von Natal                                                | 83    |       |
| 20. August | Joseph Hasenfus                       | US-amerikanischer Kanute                                                                         | 86    |       |
| 20. August | Heinz Herrmannsdörfer                 | deutscher Musiker und Komponist                                                                  | 76    |       |
| 20. August | Josane Sigart                         | belgische Tennisspielerin                                                                        | 90    |       |
| 20. August | Karl Wieninger                        | deutscher Politiker (CSU), MdB                                                                   | 94    |       |
| 21. August | Leo Castelli                          | US-amerikanischer Galerist                                                                       | 91    |       |
| 21. August | Cilly Feindt                          | deutsche Schauspielerin und artistische Kunstreiterin                                            | 90    |       |
| 21. August | Christer Grewin                       | schwedischer Tontechniker und Komponist                                                          |       |       |
| 21. August | Erwin Hegemann                        | deutscher Künstler                                                                               | 75    |       |
| 21. August | Hans-Heinrich Herwarth von Bittenfeld | deutscher Diplomat und Autor                                                                     | 95    |       |
| 21. August | Fortunato Antonio Rossi               | argentinischer Geistlicher, Erzbischof von Corrientes                                            | 80    |       |
| 21. August | Juan Carlos Zorzi                     | argentinischer Komponist und Dirigent                                                            |       |       |
| 22. August | Alexander Sergejewitsch Demjanenko    | russisch-sowjetischer Schauspieler                                                               | 62    |       |
| 22. August | Yann Goulet                           | bretonischer Nationalist und Bildhauer                                                           | 85    |       |
| 22. August | Sheila Och                            | deutsch-tschechische Kinderbuchautorin                                                           | 59    |       |
| 22. August | Hans Sturmberger                      | österreichischer Historiker und Archivar                                                         | 85    |       |
| 23. August | Norman Wexler                         | US-amerikanischer Drehbuchautor                                                                  | 73    |       |
| 23. August | James White                           | irischer Science-Fiction-Autor                                                                   | 71    |       |
| 24. August | Horst Böhling                         | deutscher Diplomat                                                                               | 90    |       |
| 24. August | Cai Boie                              | deutscher Schiffbauingenieur und Autor                                                           | 72    |       |
| 24. August | Georges Boulogne                      | französischer Fußballtrainer und Verbandsfunktionär                                              | 82    |       |
| 24. August | Roberto Bussinello                    | italienischer Rennfahrer                                                                         | 71    |       |
| 24. August | Warren Covington                      | US-amerikanischer Jazzmusiker und Bandleader                                                     | 78    |       |
| 24. August | Johannes Dantine                      | österreichischer Theologe, Oberkirchenrat                                                        | 61    |       |
| 24. August | Martin Kersten                        | deutscher Metallphysiker                                                                         | 93    |       |
| 24. August | Alexandre Lagoya                      | klassischer Gitarrist                                                                            | 70    |       |
| 24. August | Elena Murgoci                         | rumänische Langstreckenläuferin                                                                  | 39    |       |
| 24. August | Anastáz Opasek                        | tschechischer Benediktinerabt                                                                    | 86    |       |
| 24. August | Rom Rubenowitsch Warschamow           | armenisch-sowjetischer Mathematiker                                                              | 72    |       |
| 25. August | Richard Arlt                          | deutscher Widerstandskämpfer gegen den Nationalsozialismus, Gewerkschafter und Bergbau-Ingenieur | 88    |       |
| 25. August | Rino Carlesi                          | italienischer Ordensgeistlicher, Bischof von Balsas                                              | 77    |       |
| 25. August | Günter Diehl                          | deutscher Diplomat                                                                               | 83    |       |
| 25. August | Boots Faye                            | US-amerikanische Country-Musikerin                                                               | 75    |       |
| 25. August | Rob Fisher                            | britischer Keyboarder und Songwriter                                                             |       |       |
| 25. August | Georg Thomalla                        | deutscher Schauspieler und Synchronsprecher                                                      | 84    |       |
| 25. August | Spiegle Willcox                       | US-amerikanischer Jazz-Posaunist                                                                 | 96    |       |
| 26. August | Lilo Hardel                           | deutsche Schriftstellerin                                                                        | 85    |       |
| 26. August | Tinus van Gelder                      | niederländischer Radrennfahrer                                                                   | 87    |       |
| 26. August | Raymond Vernon                        | US-amerikanischer Wirtschaftswissenschaftler                                                     |       |       |
| 27. August | Harold Jack Bloom                     | US-amerikanischer Drehbuchautor                                                                  | 75    |       |
| 27. August | Hélder Câmara                         | brasilianischer Erzbischof von Olinda und Recife                                                 | 90    |       |
| 27. August | Marc Hemmeler                         | Schweizer Jazzpianist                                                                            | 61    |       |
| 28. August | Stephen Akinmurele                    | britischer mutmaßlicher Serienmörder nigerianischer Herkunft                                     | 21    |       |
| 29. August | Giuseppe Pattoni                      | italienischer Mechaniker und Unternehmer                                                         | 73    |       |
| 29. August | Willy Rathnov                         | dänischer Schauspieler                                                                           | 62    |       |
| 29. August | Emeline Hill Richardson               | US-amerikanische Archäologin                                                                     | 89    |       |
| 29. August | Franz Scherübl                        | deutscher Jurist und Senatspräsident am Bundesverwaltungsgericht                                 |       |       |
| 29. August | Luca Sportelli                        | italienischer Schauspieler                                                                       | 72    |       |
| 30. August | Reindert Brasser                      | niederländischer Leichtathlet                                                                    | 86    |       |
| 30. August | Hans Heinrich Eggebrecht              | deutscher Musikwissenschaftler                                                                   | 80    |       |
| 30. August | George Golding                        | australischer Sprinter und Hürdenläufer                                                          | 93    |       |
| 30. August | Brewer Phillips                       | US-amerikanischer Blues-Musiker                                                                  | 74    |       |
| 30. August | Raymond Poïvet                        | französischer Comiczeichner                                                                      | 89    |       |
| 30. August | Manfred Wegener                       | deutscher Autor                                                                                  | 63    |       |
| 31. August | Franz Bächtiger                       | Schweizer Kulturhistoriker und Autor                                                             | 59    |       |
| 31. August | Siegfried Ortloff                     | deutscher Politiker (SPD) und Mitarbeiter des SPD-Parteivorstands                                | 84    |       |
| 31. August | Sylvia Potts                          | neuseeländische Mittelstreckenläuferin                                                           | 55    |       |
| 31. August | Isidoro Rudimch                       | palauischer Politiker                                                                            | 57    |       |
| 31. August | Sandro Scarchilli                     | italienischer Zirkusakrobat und Schauspieler                                                     | 65    |       |
| 31. August | Leonhard Treichl                      | österreichischer Politiker (SPÖ), Abgeordneter zum Nationalrat                                   | 67    |       |
| 31. August | Dietrich Voelker                      | deutscher Mathematiker und Professor                                                             | 87    |       |
| August     | Irina Tweedie                         | russisch-englische Sufilehrerin                                                                  |       |       |
| August     | Martin Wong                           | US-amerikanischer Maler                                                                          | 53    |       |

## September
| Tag           | Name                               | Beruf, bekannt als                                                                                   | Alter      | Beleg |
| ------------- | ---------------------------------- | --- | ---------- | ----- |
| 1. September  | Gerard Baerends                    | niederländischer Ethologe                                                                            | 83         |       |
| 1. September  | Gustav Deppe                       | deutscher Kunstmaler                                                                                 | 85         |       |
| 1. September  | Eckart Förster                     | deutscher Kinder- und Jugendpsychiater und Medizinalbeamter                                          | 79         |       |
| 1. September  | Ed Kea                             | niederländisch-kanadischer Eishockeyspieler                                                          | 51         |       |
| 1. September  | Hans Jesper Larsen-Bjerre          | dänischer Journalist und Politiker (Socialdemokraterne)                                              | 89         |       |
| 1. September  | Richard Stevens                    | US-amerikanischer Autor von Unix-Fachbüchern                                                         | 48         |       |
| 1. September  | Doreen Valiente                    | englische Okkultistin und Autorin                                                                    | 77         |       |
| 2. September  | Günter Besch                       | deutscher evangelischer Theologe                                                                     | 95         |       |
| 2. September  | Romolo Carboni                     | italienischer Geistlicher, Erzbischof und Nuntius in Peru und Italien                                | 88         |       |
| 2. September  | Mona-Lisa Englund                  | schwedische Leichtathletin, Handballspielerin, Eiskunstläuferin und Badmintonspielerin               | 66         |       |
| 2. September  | Margherita Guarducci               | italienische Epigraphikerin und Archäologin                                                          | 96         |       |
| 2. September  | Otto Hromatka                      | österreichischer Chemiker und Hochschullehrer                                                        | 94         |       |
| 2. September  | Eliška Kleinová                    | tschechische Klavierpädagogin                                                                        | 87         |       |
| 2. September  | Philip Francis Murphy              | US-amerikanischer Geistlicher, Weihbischof in Baltimore                                              | 66         |       |
| 3. September  | Frans Cools                        | belgischer Radrennfahrer                                                                             | 81         |       |
| 3. September  | Bernhard Degenhart                 | deutscher Kunsthistoriker und Direktor der Staatlichen Graphischen Sammlung München                  | 92         |       |
| 3. September  | Karl Heinz Esser                   | deutscher Kunsthistoriker                                                                            | 87         |       |
| 3. September  | Abdul Cader Shahul Hameed          | sri-lankischer Politiker                                                                             | 71         |       |
| 3. September  | George Hunt                        | US-amerikanischer Ruderer                                                                            | 83         |       |
| 3. September  | Wilhelm Kaufmann                   | österreichischer Maler                                                                               | 98         |       |
| 3. September  | Herbert König                      | deutscher Regisseur und Bühnenbildner                                                                |            |       |
| 3. September  | Ernst Kuhr                         | deutscher Schauspieler, Regisseur und Synchronsprecher                                               | 87         |       |
| 3. September  | Cleveland Williams                 | US-amerikanischer Schwergewichtsboxer                                                                | 66         |       |
| 4. September  | Georg Gawliczek                    | deutscher Fußballspieler und Trainer                                                                 | 80         |       |
| 4. September  | Gertrud Heinzelmann                | Schweizer Rechtsanwältin und Frauenrechtlerin                                                        | 85         |       |
| 4. September  | Shlomo Morag                       | israelischer Professor                                                                               | 73         |       |
| 4. September  | Karlheinz Nürnberg                 | deutscher Musiker                                                                                    | 81         |       |
| 4. September  | Klement Slavický                   | tschechischer Komponist                                                                              | 88         |       |
| 5. September  | Peter Dietl                        | deutscher Politiker (PDS)                                                                            | 58         |       |
| 5. September  | Allen Funt                         | US-amerikanischer Fernseh-Produzent                                                                  | 84         |       |
| 5. September  | Bryce Mackasey                     | kanadischer Politiker                                                                                | 78         |       |
| 5. September  | Charles Onyeama                    | nigerianischer Jurist und Richter am Internationalen Gerichtshof                                     | 82         |       |
| 5. September  | Albert Oram, Baron Oram            | britischer Lehrer, Politiker und Funktionär                                                          | 86         |       |
| 5. September  | Leonid Iwanowitsch Sedow           | russischer Mathematiker                                                                              | 91         |       |
| 5. September  | Geraldo de Proença Sigaud          | brasilianischer Ordensgeistlicher, Erzbischof von Diamantina                                         | 89         |       |
| 5. September  | Katie Webster                      | US-amerikanische Jazz-Pianistin und Sängerin                                                         | 63         |       |
| 6. September  | Richard Allan                      | US-amerikanischer Schauspieler                                                                       | 76         |       |
| 6. September  | Arnold Fishkin                     | US-amerikanischer Jazzbassist                                                                        | 80         |       |
| 6. September  | Tamás Mendelényi                   | ungarischer Säbelfechter und Olympiasieger                                                           | 63         |       |
| 6. September  | Leonel Ramírez                     | chilenischer Fußballspieler                                                                          | 61         |       |
| 6. September  | Walther Reyer                      | österreichischer Burgschauspieler                                                                    | 77         |       |
| 6. September  | Fons van der Stee                  | niederländischer Politiker (KVP, CDA)                                                                | 71         |       |
| 7. September  | Thierry Claveyrolat                | französischer Radrennfahrer                                                                          | 40         |       |
| 7. September  | Hans Ehgartner                     | österreichischer Kaufmann und Politiker (ÖVP), Abgeordneter zum Nationalrat                          | 89         |       |
| 7. September  | Hanns Gringmuth-Dallmer            | deutscher Archivar und Historiker                                                                    | 91         |       |
| 07. September | Bjarne Iversen                     | norwegischer Skilangläufer                                                                           | 86         |       |
| 7. September  | Hermann Schnell                    | deutscher Chemiker                                                                                   | 82         |       |
| 7. September  | EG van de Stadt                    | niederländischer Yachtkonstrukteur                                                                   | 89         |       |
| 8. September  | Birgit Cullberg                    | schwedische Choreografin                                                                             | 91         |       |
| 8. September  | Gene Federico                      | US-amerikanischer Grafikdesigner und Werbefachmann                                                   | 81         |       |
| 8. September  | Anselm Glücksmann                  | deutscher Jurist auf dem Gebiet des Urheberrechts                                                    | 86         |       |
| 8. September  | Lagumot Harris                     | nauruischer Politiker und ehemaliger Präsident der Republik Nauru                                    | 60         |       |
| 8. September  | Moondog                            | US-amerikanischer Komponist                                                                          | 83         |       |
| 8. September  | Lew Emmanuilowitsch Rasgon         | russischer Schriftsteller                                                                            | 91         |       |
| 8. September  | Karl Schiess                       | deutscher Jurist, Politiker (CDU), MdL und Rechtsanwalt                                              | 85         |       |
| 8. September  | Herbert Stein                      | US-amerikanischer Ökonom                                                                             | 83         |       |
| 8. September  | Wolfgang Stromer von Reichenbach   | deutscher Historiker                                                                                 | 77         |       |
| 8. September  | Arie de Vroet                      | niederländischer Fußballspieler und -trainer                                                         | 80         |       |
| 9. September  | Josef Brunauer junior              | österreichischer Politiker (SPÖ), Landtagsabgeordneter                                               | 78         |       |
| 9. September  | Mosche Dothan                      | israelischer Archäologe                                                                              |            |       |
| 9. September  | Georges Garmou                     | irakischer Geistlicher, Erzbischof der Erzeparchie Mosul                                             | 77         |       |
| 9. September  | Heimo Haitto                       | finnisch-amerikanischer Geiger                                                                       | 74         |       |
| 9. September  | Catfish Hunter                     | US-amerikanischer Baseballspieler                                                                    | 53         |       |
| 9. September  | Mahmoud Karim                      | ägyptischer Squashspieler und Trainer                                                                | 83         |       |
| 9. September  | Chan Parker                        | US-amerikanische Schriftstellerin                                                                    | 74         |       |
| 9. September  | Daniel Popper                      | US-amerikanischer Astronom                                                                           | 86         |       |
| 9. September  | Ruth Roman                         | US-amerikanische Schauspielerin                                                                      | 76         |       |
| 9. September  | Waldemar Schütz                    | deutscher Politiker (DRP, NPD), MdL, rechtsextremer Buch- und Zeitungsverleger                       | 85         |       |
| 9. September  | Hermann Weitnauer                  | deutscher Rechtswissenschaftler                                                                      | 89         |       |
| 9. September  | Marianne Zilles                    | deutsche Schauspielerin                                                                              | 48 oder 49 |       |
| 10. September | Will Haunschild                    | deutscher Maler und Gebrauchsgrafiker                                                                | 88         |       |
| 10. September | Alfredo Kraus                      | spanischer Opernsänger (Tenor)                                                                       | 71         |       |
| 10. September | Jean Messagier                     | französischer Maler, Grafiker und Zeichner                                                           | 79         |       |
| 10. September | Margaret Stuart                    | neuseeländische Hürdenläuferin und Sprinterin                                                        | 65         |       |
| 10. September | Ludwig Veit                        | deutscher Historiker und Archivdirektor                                                              | 78         |       |
| 11. September | Karl Albrecht                      | deutscher römisch-katholischer Geistlicher, Jesuit, Missionar und Märtyrer                           | 70         |       |
| 11. September | Belkis Ayón                        | kubanische Grafikerin                                                                                | 32         |       |
| 11. September | Georg Bloss                        | deutscher Oberamtsrat, Gewerkschafter und Senator (Bayern)                                           | 80         |       |
| 11. September | Helmut Hild                        | deutscher evangelischer Theologe                                                                     | 78         |       |
| 11. September | Gonzalo Rodríguez                  | uruguayischer Rennfahrer                                                                             | 27         |       |
| 11. September | Roland Töpfer                      | deutscher Trickfilmregisseur und der Schöpfer des HB-Männchens                                       | 70         |       |
| 11. September | Urs Voerkel                        | Schweizer Jazzmusiker                                                                                | 50         |       |
| 12. September | Alfred Leo Abramowicz              | US-amerikanischer römisch-katholischer Bischof                                                       | 80         |       |
| 12. September | Jürgen Haufe                       | deutscher Grafiker und Maler                                                                         | 49         |       |
| 12. September | Dieter Heise                       | deutscher Apotheker                                                                                  | 81         |       |
| 12. September | Bill Quackenbush                   | kanadischer Eishockeyspieler                                                                         | 77         |       |
| 12. September | Allen Stack                        | US-amerikanischer Schwimmer                                                                          | 71         |       |
| 13. September | Gorō Adachi                        | japanischer Skispringer                                                                              | 86         |       |
| 13. September | Benjamin Bloom                     | US-amerikanischer Psychologieprofessor                                                               | 86         |       |
| 13. September | Bronisław Klabiński                | polnischer Radsportler                                                                               | 75         |       |
| 13. September | Walter Stürm                       | Schweizer Ausbrecherkönig (1970er- bis 1990er-Jahre)                                                 | 57         |       |
| 14. September | Cyril Bowles                       | britischer Geistlicher, Bischof von Derby                                                            | 83         |       |
| 14. September | Attila Bozay                       | ungarischer Komponist                                                                                | 60         |       |
| 14. September | Jéhan Buhan                        | französischer Florettfechter und Olympiasieger                                                       | 87         |       |
| 14. September | Charles Crichton                   | britischer Filmregisseur                                                                             | 89         |       |
| 14. September | Philippe Dollinger                 | französischer Historiker                                                                             | 94         |       |
| 14. September | Chuck Higgins                      | US-amerikanischer Saxophonist                                                                        | 75         |       |
| 14. September | André Kostolany                    | US-amerikanischer Finanzexperte, Journalist und Schriftsteller ungarischer Herkunft                  | 93         |       |
| 14. September | Clifford S. Leonard, Jr.           | US-amerikanischer Romanist und Sprachwissenschaftler                                                 | 71         |       |
| 15. September | Isidor Burdin                      | israelisch-moldauisch-sowjetischer Violinist, Dirigent, Komponist, Lehrer und Schauspieler           | 85         |       |
| 15. September | Zdeněk Jánoš                       | tschechischer Fußballtorhüter                                                                        | 32         |       |
| 15. September | Peter Kneubühler                   | Schweizer Kupferdrucker                                                                              |            |       |
| 15. September | Horst Ludwig Meyer                 | deutscher Terrorist der RAF                                                                          | 43         |       |
| 15. September | Werner Nerlich                     | deutscher Maler und Grafiker, Ehrenbürger Potsdams                                                   | 84         |       |
| 15. September | Mario Ruiz Massieu                 | mexikanischer Botschafter                                                                            | 48         |       |
| 15. September | Pjotr Illarionowitsch Schelochonow | russischer Schauspieler                                                                              | 70         |       |
| 15. September | Bill Westwood                      | britischer anglikanischer Theologe und Bischof von Peterborough                                      | 73         |       |
| 16. September | Elsie Attenhofer                   | Schweizer Kabarettistin, Schauspielerin, Schriftstellerin und Diseuse                                | 90         |       |
| 16. September | Hubert Kelter                      | deutscher Wirtschaftswissenschaftler                                                                 | 90         |       |
| 17. September | Leonard Carlitz                    | US-amerikanischer Mathematiker                                                                       | 91         |       |
| 17. September | Liane Collot d’Herbois             | englische Malerin, Maltherapeutin, Begründerin der Licht-Finsternis-Farb-Therapie                    | 91         |       |
| 17. September | Riccardo Cucciolla                 | italienischer Schauspieler                                                                           | 75         |       |
| 17. September | Rajeshwar Dayal                    | indischer Politiker und Botschafter                                                                  | 90         |       |
| 17. September | Ellen Frank                        | deutsche Schauspielerin und Tänzerin                                                                 | 95         |       |
| 17. September | Frank Gillis                       | US-amerikanischer Jazzmusiker und Musikethnologe                                                     |            |       |
| 17. September | Ernő Hetényi                       | ungarischer Buddhologe und buddhistischer Ordensleiter                                               | 87         |       |
| 17. September | Heinz-Bruno Krieger                | deutscher Heimatforscher und Schriftsteller                                                          | 78         |       |
| 17. September | Günther Meinhardt                  | deutscher Kulturhistoriker                                                                           | 74         |       |
| 18. September | Leo Amberg                         | Schweizer Radrennfahrer                                                                              | 87         |       |
| 18. September | Albert Bantelmann                  | deutscher Prähistoriker                                                                              | 88         |       |
| 18. September | Heribert Berger                    | österreichischer Kinderarzt und Hochschullehrer                                                      | 78         |       |
| 18. September | Dieter Diekmann                    | deutscher Politiker (CDU)                                                                            |            |       |
| 18. September | Walter Gross                       | schweizerischer Lyriker                                                                              | 74         |       |
| 18. September | Harold F. Kress                    | US-amerikanischer Filmeditor                                                                         | 86         |       |
| 18. September | Leo Valiani                        | italienischer Politiker und Journalist                                                               | 90         |       |
| 18. September | Leszek Wodzyński                   | polnischer Hürdenläufer                                                                              | 53         |       |
| 19. September | Bruce Nelson                       | US-amerikanischer Softwareentwickler                                                                 | 47         |       |
| 19. September | Otto Pfeifer                       | Schweizer Fotograf                                                                                   | 85         |       |
| 19. September | Jeanine Rueff                      | französische Komponistin                                                                             | 77         |       |
| 20. September | Waltraud Ahrndt                    | deutsche Schriftstellerin und Übersetzerin                                                           | 66         |       |
| 20. September | Erland Almkvist                    | schwedischer Segler                                                                                  | 87         |       |
| 20. September | Raissa Maximowna Gorbatschowa      | russische Soziologin, Ehefrau von Michail Gorbatschow                                                | 67         |       |
| 20. September | Tahiyya Kariokka                   | ägyptische Bauchtänzerin und Schauspielerin                                                          | 80         |       |
| 20. September | Robert LeBel                       | kanadischer Eishockeyfunktionär                                                                      | 93         |       |
| 20. September | Karl Heinrich Menges               | deutscher Turkologe, Tungusologe, Altaist, Slavist, Dravidologe und Nostratist                       | 91         |       |
| 20. September | Helmut Metzner                     | deutscher Pflanzenphysiologe und Universitätsprofessor                                               | 74         |       |
| 20. September | Willy Millowitsch                  | deutscher Theaterschauspieler                                                                        | 90         |       |
| 20. September | Eduard Robitschko                  | österreichischer Bildhauer                                                                           | 84         |       |
| 20. September | Eduard Sausmikat                   | deutscher Fußballspieler und -trainer                                                                | 87         |       |
| 21. September | Raphaël Bayan                      | libanesischer Geistlicher, Bischof der armenisch-katholischen Kirche                                 | 85         |       |
| 21. September | Hotsuki Ozaki                      | japanischer Autor und Literaturkritiker                                                              | 70         |       |
| 21. September | Herbert Leupin                     | Schweizer Grafiker                                                                                   | 82         |       |
| 21. September | Alfredo Levy                       | kubanischer Pianist, Musikpädagoge, Chorleiter und Komponist                                         | 85         |       |
| 21. September | Bernard Smith                      | US-amerikanischer Filmproduzent                                                                      | 92         |       |
| 21. September | Wolfgang Teuschl                   | österreichischer Schriftsteller und Kabarettist                                                      | 56         |       |
| 22. September | Georg Gstöhl                       | liechtensteinischer Lehrer und Politiker (VU)                                                        | 74         |       |
| 22. September | Hermann Heberlein                  | deutscher Politiker (SPD), MdHB                                                                      | 77         |       |
| 22. September | Paul Horiuchi                      | japanisch-amerikanischer Künstler                                                                    | 93         |       |
| 22. September | Hans Jütting                       | deutscher Manager und Stiftungsgründer                                                               | 90         |       |
| 22. September | Franz Müller                       | österreichischer Friseur und Politiker (SPÖ), Abgeordneter zum Nationalrat, Mitglied des Bundesrates | 84         |       |
| 22. September | Noriko Awaya                       | japanische Sängerin                                                                                  | 92         |       |
| 22. September | Sal Salvador                       | US-amerikanischer Jazzgitarrist und Bandleader                                                       | 73         |       |
| 22. September | George C. Scott                    | US-amerikanischer Schauspieler, Regisseur und Produzent                                              | 71         |       |
| 23. September | Ivan Goff                          | australischer Drehbuchautor und Produzent                                                            | 89         |       |
| 23. September | Ri Jong-ok                         | nordkoreanischer Politiker (Ministerpräsident)                                                       | 83         |       |
| 23. September | Horst Thurmann                     | deutscher Theologe, christlicher Hitlergegner                                                        | 88         |       |
| 24. September | Rowena Mary Bruce                  | britische Schachspielerin                                                                            | 80         |       |
| 24. September | Judith Exner                       | US-amerikanische Lebefrau                                                                            | 65         |       |
| 24. September | Anneli Cahn Lax                    | US-amerikanische Mathematikerin                                                                      | 77         |       |
| 24. September | Wilhelm Stabernack                 | deutscher Unternehmer                                                                                |            |       |
| 24. September | Marijcke Visser                    | niederländische Bildhauerin und Goldschmiedin                                                        | 83         |       |
| 25. September | Memeta Ambrosetti                  | Schweizer Jazzmusikerin und Autorin                                                                  | 81         |       |
| 25. September | Marion Zimmer Bradley              | US-amerikanische Science-Fiction- und Fantasy-Schriftstellerin                                       | 69         |       |
| 25. September | Hubert Hoffmann                    | deutsch-österreichischer Stadtplaner, Architekt, Autor und Maler                                     | 95         |       |
| 25. September | Teodor Kocerka                     | polnischer Ruderer                                                                                   | 72         |       |
| 25. September | Willi Oelmüller                    | deutscher Philosoph                                                                                  | 69         |       |
| 26. September | George L. Engel                    | US-amerikanischer Mediziner und Psychiater                                                           | 85         |       |
| 26. September | Richard Herzog                     | österreichisch-US-amerikanischer Physiker                                                            | 88         |       |
| 26. September | Valentino Martinelli               | italienischer Kunsthistoriker und Kunstkritiker                                                      | 76         |       |
| 26. September | Franz Willemsen                    | deutscher Klassischer Archäologe                                                                     |            |       |
| 27. September | Achille Marie Joseph Glorieux      | französischer Geistlicher, Diplomat des Heiligen Stuhls, Titularerzbischof                           | 89         |       |
| 27. September | Selma Grieme                       | deutsche Leichtathletin                                                                              | 89         |       |
| 27. September | Josef Carl Grund                   | deutscher Schriftsteller                                                                             | 79         |       |
| 27. September | Wolfgang Lesser                    | deutscher Komponist und Musikfunktionär, MdV (SED)                                                   | 76         |       |
| 27. September | Rudi Ogrissek                      | deutscher Historiker, Geodät, Kartograf                                                              | 73         |       |
| 27. September | Grant Warwick                      | kanadischer Eishockeyspieler und -trainer                                                            | 77         |       |
| 28. September | Franco Caracciolo                  | italienischer Dirigent                                                                               | 79         |       |
| 28. September | Hilding Gustafsson                 | schwedischer Fußballspieler und -trainer                                                             | 85         |       |
| 28. September | Eduard Mirow                       | deutscher Diplomat                                                                                   | 88         |       |
| 28. September | Claire Pinheiro                    | französische Filmeditorin und Tongestalterin                                                         | 51         |       |
| 28. September | Escott Reid                        | kanadischer Botschafter                                                                              | 94         |       |
| 28. September | Karl Rickers                       | deutscher Journalist                                                                                 | 94         |       |
| 28. September | Marilyn Silverstone                | US-amerikanische Fotografin, Mitglied der Fotoagentur Magnum, buddhistische Nonne                    | 70         |       |
| 29. September | Hans Bardeleben                    | deutscher Sänger                                                                                     | 79         |       |
| 29. September | Johannes Gross                     | deutscher Publizist und Journalist                                                                   | 67         |       |
| 29. September | Gustavo Leigh                      | chilenischer Generalleutnant                                                                         | 79         |       |
| 29. September | Richard Nürnberger                 | deutscher Historiker                                                                                 | 87         |       |
| 29. September | Edward William O’Rourke            | US-amerikanischer Geistlicher, Bischof von Peoria                                                    | 81         |       |
| 30. September | Thomas Holland                     | britischer Geistlicher, Bischof von Salford                                                          | 91         |       |
| 30. September | Bruce K. Holloway                  | US-amerikanischer General                                                                            | 87         |       |
| 30. September | Dmitri Sergejewitsch Lichatschow   | russischer Philologe und Slawist                                                                     | 92         |       |
| 30. September | Helmut Merklein                    | deutscher katholischer Theologe und Exeget                                                           | 59         |       |
| 30. September | John Merriman                      | britischer Langstreckenläufer                                                                        | 63         |       |
| 30. September | José Pablo Rovalo Azcué            | mexikanischer Ordensgeistlicher, Bischof von Zacatecas                                               | 74         |       |
| 30. September | Eberhard Stalljohann               | deutscher Richter                                                                                    | 72         |       |
| 30. September | Joachim Weiler                     | deutscher Politiker (CDU) und Landrat                                                                | 52         |       |
| 30. September | Anna Mae Winburn                   | US-amerikanische Jazzsängerin und Bandleaderin                                                       | 86         |       |
| September     | Franziska Grasshoff                | deutsche Schauspielerin                                                                              | 42         |       |